# Kalāteh-ye Malū
Kalāteh-ye Malū (persiska: کلاته ملو) är en ort i Iran.   Den ligger i provinsen Khorasan, i den nordöstra delen av landet, 600 km öster om huvudstaden Teheran. Kalāteh-ye Malū ligger 1 475 meter över havet och antalet invånare är 281.
Terrängen runt Kalāteh-ye Malū är huvudsakligen kuperad, men åt nordost är den platt. Terrängen runt Kalāteh-ye Malū sluttar österut. Runt Kalāteh-ye Malū är det ganska glesbefolkat, med 38 invånare per kvadratkilometer. Närmaste större samhälle är Solţān Meydān, 17,0 km sydväst om Kalāteh-ye Malū. Omgivningarna runt Kalāteh-ye Malū är i huvudsak ett öppet busklandskap.